# Sport Club Alcamo 1996-1997
La stagione 1996-1997 dello Sport Club Alcamo è stata la terza disputata in Serie A1 femminile.
Sponsorizzata dal Bianco d'Alcamo, la società trapanese si è classificata al dodicesimo posto in A1 ed è retrocessa in Serie A2 ai play-out.

## Verdetti stagionali
Competizioni nazionali
- Serie A1:

stagione regolare: 12º posto su 12 squadre (1-21);
play-out: eliminata in finale dalla Rescifina Messina (1-4).

## Rosa
| Giocatrici |
| ---------- |

| N° | Naz.                   | Ruolo | Sportivo           | Anno | Alt. |  |
| -- | ---------------------- | ----- | ------------------ | ---- | ---- |  |
|    | Italia (bandiera)      | A     | Dalila Cucchiara   | 1979 | 185  |  |
|    | Italia (bandiera)      | C     | Daniela Grande     | 1966 |      |  |
|    | Italia (bandiera)      | P     | Adalgisa Impastato | 1974 | 178  |  |
|    | Italia (bandiera)      |       | Rosalia Messina    |      |      |  |
|    | Italia (bandiera)      | A     | Antonella Mirrione |      |      |  |
|    | Italia (bandiera)      | A     | Elisabetta Pasini  | 1967 | 180  |  |
|    | Italia (bandiera)      | P     | Susanna Stabile    | 1980 | 178  |  |
|    | Stati Uniti (bandiera) |       | Carvie Upshaw      |      |      |  |
|    | Italia (bandiera)      | A     | Loretta Vaccaro    | 1973 | 180  |  |
|    | Stati Uniti (bandiera) | G     | Sophia Witherspoon | 1969 | 178  |  |
|    | Stati Uniti (bandiera) | G     | Debra Williams     | 1972 | 173  |  |

| Staff tecnico                 |
| ----------------------------- |
| Allenatore: Cristoforo Monaco |

## Statistiche
| Giocatrice  | Gare | Punti | Minuti | Tiri da due | Tiri da due | Tiri da due | Tiri da tre | Tiri da tre | Tiri da tre | Tiri liberi | Tiri liberi | Tiri liberi | Rimbalzi | Rimbalzi | Palle | Palle | Assist | Val. |
| Giocatrice  | Gare | Punti | Minuti | R           | T           | %           | R           | T           | %           | R           | T           | %           | O        | D        | P     | R     | Assist | Val. |
| ----------- | ---- | ----- | ------ | ----------- | ----------- | ----------- | ----------- | ----------- | ----------- | ----------- | ----------- | ----------- | -------- | -------- | ----- | ----- | ------ | ---- |
| Whiterspoon | 19   | 480   | 732    | 154         | 288         | 53,5        | 28          | 84          | 33,3        | 88          | 113         | 77,9        | 26       | 56       | 65    | 39    | 2      | 323  |
| Grande      | 21   | 175   | 716    | 63          | 138         | 45,7        | 0           | 1           | 0,0         | 49          | 85          | 57,6        | 23       | 47       | 49    | 24    | 2      | 110  |
| Upshaw      | 17   | 164   | 609    | 73          | 165         | 44,2        | 1           | 4           | 25,0        | 15          | 26          | 57,7        | 23       | 93       | 47    | 31    | 1      | 159  |
| Impastato   | 21   | 139   | 658    | 35          | 127         | 27,6        | 9           | 39          | 23,1        | 42          | 62          | 67,7        | 6        | 29       | 54    | 40    | 2      | 20   |
| Vaccaro     | 20   | 77    | 476    | 34          | 79          | 43,0        | 2           | 12          | 16,7        | 3           | 4           | 75,0        | 18       | 12       | 22    | 12    | 0      | 41   |
| Stabile     | 22   | 74    | 426    | 26          | 59          | 44,1        | 1           | 11          | 9,1         | 19          | 29          | 65,5        | 3        | 14       | 38    | 27    | 1      | 28   |
| Pasini      | 11   | 72    | 329    | 19          | 30          | 63,3        | 7           | 34          | 20,6        | 13          | 21          | 61,9        | 4        | 17       | 26    | 13    | 0      | 34   |
| Messina     | 18   | 53    | 312    | 10          | 41          | 24,4        | 9           | 27          | 33,3        | 6           | 6           | 100,0       | 9        | 12       | 11    | 9     | 0      | 23   |
| Williams    | 3    | 42    | 111    | 6           | 28          | 21,4        | 7           | 18          | 38,9        | 9           | 11          | 81,8        | 3        | 11       | 6     | 10    | 0      | 25   |
| Cucchiara   | 5    | 8     | 29     | 4           | 7           | 57,1        | 0           | 0           |             | 0           | 0           |             | 0        | 1        | 3     | 0     | 0      | 3    |
| Mirrione    | 2    | 0     | 2      |             | 0           |             | 0           | 0           |             | 0           | 0           |             | 0        | 0        | 0     | 0     | 0      |      |
| Ferrara     | 0    | 0     | 0      |             | 0           |             | 0           | 0           |             | 0           | 0           |             | 0        | 0        | 0     | 0     | 0      |      |